# Людвіг Фердинанд Зайн-Віттгенштайн-Берлебурзький
Принц Людвіг Фердинанд Пауль Франц Станіслав Ульріх Отто Людольф Зайн-Віттгенштайн-Берлебурзький (нім. Ludwig Ferdinand Paul Franz Stanislaus Ulrich Otto Ludolf Prinz zu Sayn-Wittgenstein-Berleburg; 4 квітня 1910 — 22 листопада 1943) — німецький офіцер, оберст вермахту. Кавалер Лицарського хреста Залізного хреста.

## Біографія
Представник дуже давнього князівського роду. 1 квітня 1930 року вступив в рейхсвер. Учасник Польської і Французької кампаній, а також Німецько-радянської війни, командир 35-го розвідувального дивізіону 35-ї піхотної дивізії. Під час Французької кампанії особисто знищив ворожий танк. З 1 червня 1943 року — командир артилерійського полку «Південь». Загинув у бою від прямого влучання снаряду. Похований на військовому цвинтарі «Гегевальд», який знаходився за 2 кілометри на південь від Житомира. Через десятиліття його син принц Отто-Людвіг знайшов цвинтар і передав під опіку Народного союзу німецьких військових поховань.

## Сім'я
5 серпня 1935 року одружився з принцесою Фредерікою Юліаною цу Зальм-Горстмар. В пари народились 5 дітей: Маріта (1936), Отто-Людвіг (1938), Йоганн-Станіслав (1939), Людвіг-Фердинанд (1942) і Ульріка-Крістіна (1944).
Шурином Людвіга був принц Карл Вальрад цу Зальм-Горстмар, який першим повідомив сестру про загибель її чоловіка.

## Нагороди
- Медаль «За вислугу років у Вермахті» 4-го класу (4 роки)
- Залізний хрест
  - 2-го класу (20 травня 1940)
  - 1-го класу (10 червня 1940)
- Штурмовий піхотний знак в сріблі
- Німецький хрест в золоті (15 грудня 1941)
- Медаль «За зимову кампанію на Сході 1941/42»
- Лицарський хрест Залізного хреста (20 січня 1944; посмертно)